# نوزلي الشمالية وسيفتون الشرقية (دائرة انتخابية في المملكة المتحدة)
نوزلي الشمالية وسيفتون الشرقية (بالإنجليزية: Knowsley North and Sefton East)‏ هي إحدى الدوائر الانتخابية في المملكة المتحدة الممثلة في مجلس العموم في برلمان المملكة المتحدة.
عضو البرلمان الذي يمثلها حالياً هو :Rt Hon George Howarth (Lab).